# Cam Atkinson
Cameron Thomas Atkinson (ur. 5 czerwca 1989 w Riverside, Connecticut) – amerykański hokeista, gracz ligi NHL, reprezentant USA. 

## Kariera klubowa
- Boston College (2008-27.03.2011)
- Columbus Blue Jackets (27.03.2011-
  -  Springfield Falcons (2011-2013)

## Kariera reprezentacyjna
- Reprezentant USA na MŚ w 2012
- Reprezentant USA na MŚ w 2018

## Sukcesy
Reprezentacyjne
- Brązowy medal mistrzostw świata: 2018

Indywidualne
- Występ w Meczu Gwiazd AHL w sezonie 2011-2012
- Występ w Meczu Gwiazd NHL w sezonie  2016-2017. Zastąpił kontuzjowanego Jewgienija Małkina
- Mistrzostwa Świata w Hokeju na Lodzie 2018/Elita:
  - Trzecie miejsce w klasyfikacji strzelców turnieju: 7 goli[1]
  - Szóste miejsce w klasyfikacji kanadyjskiej turnieju: 11 punktów[2]
  - Jeden z trzech najlepszych zawodników reprezentacji w turnieju[3]
- Występ w Meczu Gwiazd NHL w sezonie  2018-2019